# Erazm Kuźma
Erazm Stanisław Kuźma (ur. 3 kwietnia 1926 w Wągrowcu, zm. 21 marca 2014 w Szczecinie) – polski eseista i krytyk literacki.

## Życiorys
Ukończył filologię polską na Uniwersytecie im. Adama Mickiewicza. Od 1951 roku związany ze Szczecinem. W 1974 uzyskał stopień doktora za rozprawę o ekspresjonizmie. W 1980 został doktorem habilitowanym. W latach 1960–1966 był wykładowcą Studium Pedagogicznego. Od 1968 wykładał na WSP w Szczecinie. Później był wykładowcą na Uniwersytecie Szczecińskim.  W 1990 uzyskał stopień profesora. Od 1993 członek Komitetu Nauk o Literaturze Polskiej PAN. Odznaczony Złotym Krzyżem Zasługi (1973) i Krzyżem Kawalerskim Orderu Odrodzenia Polski. Zginął tragicznie w wypadku drogowym potrącony na przejściu dla pieszych w Szczecinie. Pochowany został na cmentarzu Centralnym w Szczecinie (kwatera 93A).

## Twórczość wybrana
- Z problemów świadomości literackiej i artystycznej ekspresjonizmu w Polsce (1976)
- Mit Orientu i kultury Zachodu w literaturze XIX i XX wieku (1980)
- Między konstrukcją a destrukcją. Szkice z historii i teorii literatury (1994)[3]

## Opracowania
- Nazwanie ziemi. Ziemia szczecińska w poezji (antologia – 1970)